# Joan Becat i Rajaut
Joan Becat i Rajaut (Perpiñán, 1941) es un geógrafo francés. Es un propulsor del catalán en el departamento de Pirineos Orientales. Estudió geografía en la universidad de Montpellier y en la de París, y desde 1972 es profesor de geografía en la Universidad de Perpiñán. Ha colaborado con el Centre National de la Recherche Scientifique y en numerosas revistas y diarios como Sant Joan i Barres, Avui o El Punt, donde ha publicado artículos sobre geografía física y económica de Pirineos Orientales. También fue coordinador en la Cataluña del Norte del II Congrés Internacional de la Llengua catalana y ha colaborado en la Universidad Catalana de Verano.
Actualmente es director del Centre de Recerques i d'Estudis Catalans (CREO) de la Universidad de Perpiñán, vicepresidente de la Federació per a la Defensa de la Llengua i de la Cultura Catalanes y también es miembro tanto de Òmnium Cultural como del Instituto de Estudios Catalanes desde 1991. En 2002 le fue concedido el Premio Cruz de San Jorge.

## Obras
- Atlas de Catalunya-Nord (1977)
- El bosc andorrà (1980)
- Atlas d'Andorra (1981)